# Moise Kean
Moise Bioty Kean (AFI: [ˈmɔis ˈkɛn], [ˈmɔis ˈkiːn], [mɔiz keɑ̃]; Vercelli, 28 febbraio 2000) è un calciatore italiano, attaccante della Fiorentina e della nazionale italiana.

## Biografia
Nasce da Isabelle Dehe e Biourou Jean Kean, originari della Costa d'Avorio ed emigrati a Vercelli nel 1990, dove Moise viene alla luce dieci anni dopo. Con la sopravvenuta separazione tra i suoi genitori, all'età di 5 anni Moise si trasferisce con la madre e i suoi due fratelli ad Asti, dove trascorre il resto dell'infanzia e dell'adolescenza.
Nel 2020 Kean compare in Outraged, documentario dell'UEFA che affronta la discriminazione nel calcio, venendo intervistato dal calciatore francese Paul Pogba.
Appassionato di musica rap e hip hop, nel 2023 collabora con il gruppo 19F nel brano Outift; l'anno seguente pubblica lui stesso un album, Chosen.

## Caratteristiche tecniche
È un attaccante forte fisicamente, rapido e di buona tecnica individuale. Schierato prevalentemente come punta centrale, si disimpegna bene anche da seconda punta; all'occorrenza è stato schierato anche come attaccante esterno.

## Carriera

### Club

#### Gli inizi
Inizia a interessarsi al calcio grazie al fratello maggiore Giovanni, tirando i primi calci nell'oratorio Don Bosco di Asti. Entrambi approdano poi nel vivaio della principale squadra cittadina, l'Asti. Nonostante non abbia ancora 10 anni, e per questo non sia ancora tesserabile dalla società biancorossa, Moise si fa presto notare contro avversari più grandi di lui, tanto da ottenere e superare un provino che lo fa entrare nel più blasonato settore giovanile del Torino.
Rimane in granata fino al 2010 quando, su spinta di uno zio (a sua volta padre di Abdoulaye Bamba, anche lui calciatore), passa ai concittadini della Juventus. In bianconero compie tutta la restante trafila delle giovanili, allenato tra gli altri da Corrado Grabbi il quale avrà una grande importanza nel suo percorso di crescita, fino ad approdare nella squadra Primavera di Fabio Grosso: con questa, nel 2016 raggiunge la finale scudetto persa ai tiri di rigore contro i pari età della Roma.

#### Juventus e Verona

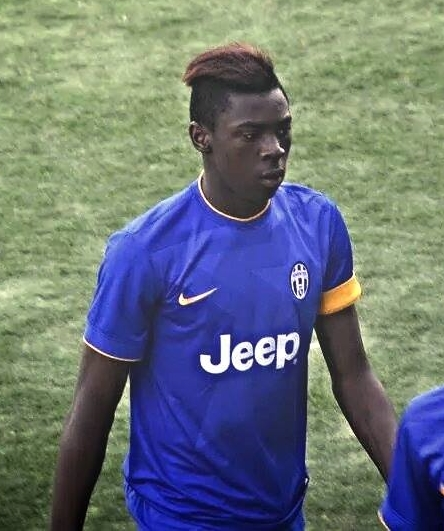
Kean nelle giovanili della Juventus nel 2015

Nel corso della stagione 2016-2017 fa la spola tra le giovanili e la prima squadra di Massimiliano Allegri, cui inizia a essere frequentemente aggregato. Con quest'ultima, il 19 novembre 2016 fa il suo esordio in Serie A, all'età di 16 anni e 9 mesi, subentrando a Mandžukić sul finire nella vittoriosa sfida interna contro il Pescara (3-0); tre giorni dopo debutta anche in Champions League nella vittoriosa trasferta contro il Siviglia (3-1), rilevando Pjanić nel finale: diviene così il primo calciatore nato negli anni 2000 a esordire in Serie A e in Champions League. Partecipando da comprimario alla vittoria dello scudetto, il 27 maggio 2017 trova spazio per realizzare anche la sua prima rete in Serie A, a 17 anni, decisiva per vincere l'ultima partita di campionato sul campo del Bologna (2-1): diviene così il primo della sua annata ad andare a segno in uno dei massimi campionati europei.
Dopo aver firmato il suo primo contratto, e in vista della sua prima stagione da professionista, nell'estate 2017 la Juventus cede Kean in prestito al neopromosso Verona. Esordisce in maglia gialloblù il successivo 10 settembre, subentrando nella sconfitta interna contro la Fiorentina (0-5); il 1º ottobre dello stesso anno sigla il suo primo gol coi veneti, nel pari sul campo del Torino (2-2), mentre il 28 gennaio 2018 realizza la sua prima doppietta in Serie A nella vittoriosa trasferta di Firenze (4-1). Termina la stagione a quota 4 gol, ininfluenti ai fini della retrocessione scaligera in Serie B; impiegato in maniera altalenante dal tecnico Fabio Pecchia, l'attaccante è ulteriormente frenato in primavera da un infortunio agli abduttori che, proprio quando stava iniziando a sommare prestazioni in crescendo, gli fa chiudere anzitempo l'annata.
Nell'estate 2018 fa ritorno alla Juventus, stavolta inserito in pianta stabile nella rosa della prima squadra. Inizialmente impiegato marginalmente, trova il primo gol il 12 gennaio 2019, alla prima da titolare con i torinesi, siglando il definitivo 2-0 nella gara di Coppa Italia vinta sul campo del Bologna. Da qui in avanti si ritaglia sempre più spazio, e con 6 gol nella seconda metà di campionato – tra cui una doppietta nella vittoriosa sfida interna dell'8 marzo contro l'Udinese (4-1), e soprattutto la rete che il 6 aprile decide la classica contro il Milan (2-1) – emerge quale maggiore rivelazione stagionale della squadra juventina, dando stavolta un contributo importante nella vittoria dello scudetto, il secondo personale per Kean.

#### Everton e Paris Saint-Germain
Nell'estate 2019 si trasferisce in Inghilterra, acquistato dall'Everton per 27,5 milioni di euro (più bonus). Il successivo 10 agosto fa il suo debutto con la maglia dei Toffees, nella partita di Premier League sul campo del Crystal Palace (0-0), subentrando nella ripresa a Calvert-Lewin. L'impatto con la realtà d'oltremanica è abbastanza problematico per l'attaccante, che nel primo semestre a Liverpool non riesce a emergere anche a causa di difficoltà ambientali e disciplinari. La situazione migliora parzialmente dopo l'avvicendamento tecnico che porta Carlo Ancelotti sulla panchina del club, con Kean che trova il suo primo gol per i Blues il 21 gennaio 2020, nella sfida di campionato a Goodison Park contro il Newcastle Utd (2-2). Anche nel resto della stagione, tuttavia, continuano a essergli preferiti i compagni di reparto Calvert-Lewin e Richarlison, terminando la stagione con soli 2 gol in campionato.
Inizia l'annata 2020-2021 in maniera più positiva, andando in gol nei primi turni settembrini di Coppa di Lega contro Salford City e Fleetwood Town. Tuttavia la sua esperienza inglese termina il 4 ottobre quando viene ceduto in prestito ai francesi del Paris Saint-Germain.
Dopo l'esordio, avvenuto il 16 ottobre contro il Nîmes, trova le sue prime reti in maglia parigina il 24 dello stesso mese, nella sfida di Ligue 1 contro il Digione, siglando una doppietta nel 4-0 finale. Il 28 ottobre realizza i suoi primi gol nelle coppe europee, segnando una doppietta decisiva nella trasferta della fase a giorni di Champions League vinta 2-0 contro l'İstanbul Başakşehir: nell'occasione diventa, a 20 anni e 243 giorni, il calciatore italiano più giovane a segnare un gol in Champions alla sua prima presenza da titolare, superando il precedente record di Alessandro Del Piero (20 anni e 308 giorni). Il 13 gennaio 2021 vince il suo primo trofeo con il PSG, la Supercoppa francese, subentrando allo scadere della finale vinta 2-1 contro i rivali dell'Olympique Marsiglia. Il successivo 19 maggio vince anche la Coppa di Francia, rilevando Icardi nel secondo tempo della finale vinta per 2-0 contro il Monaco allo Stade de France. Termina la sua unica stagione in Francia con 17 gol, di cui 13 in campionato, chiuso al secondo posto dal club parigino.

#### Ritorno alla Juventus

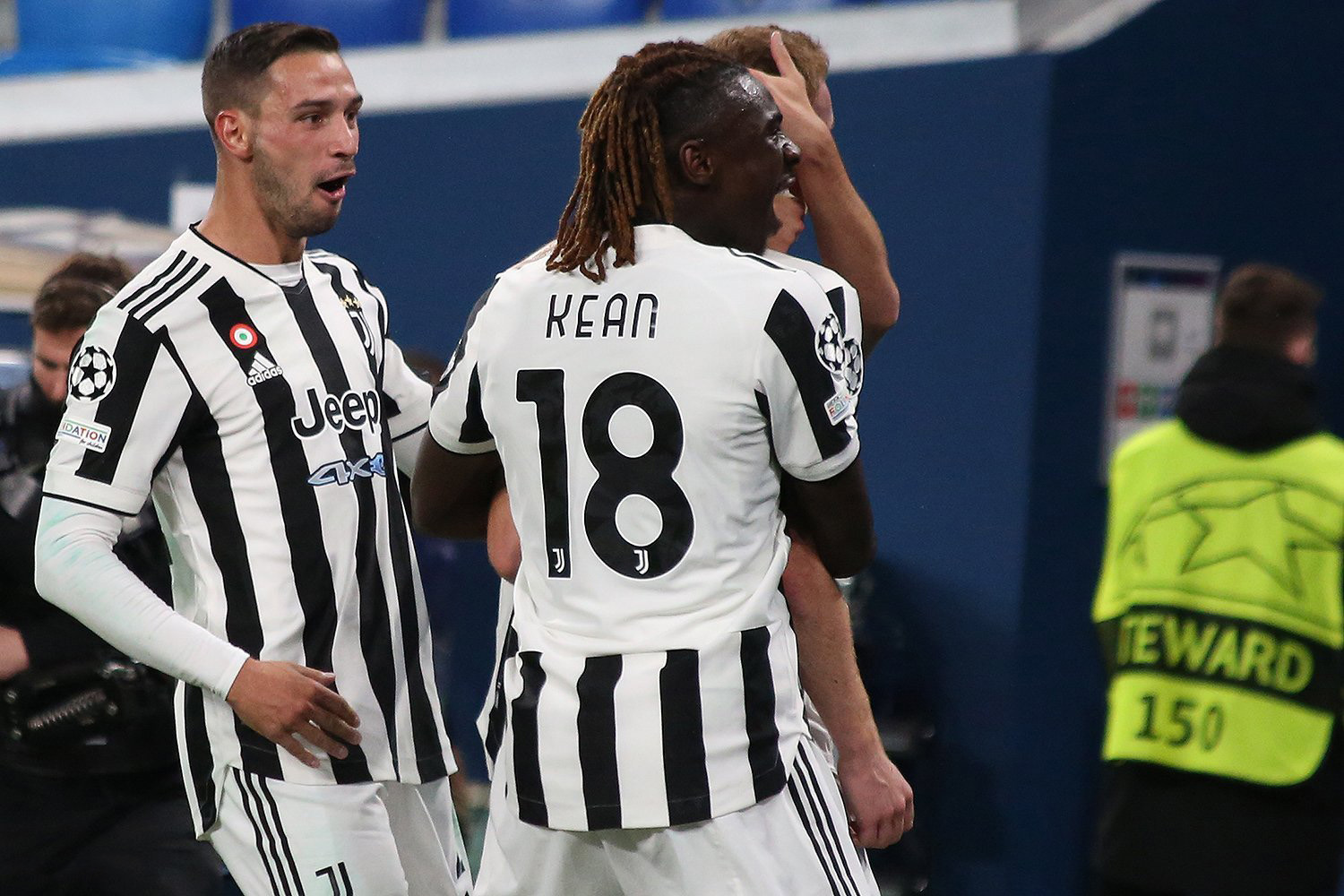
Kean (n. 18) festeggia con De Sciglio il gol di Kulusevski allo, nella vittoriosa trasferta di UEFA Champions League del 20 ottobre 2021.

Rientrato a Liverpool nell'estate seguente, comincia la stagione 2021-2022 tra le file dell'Everton prima di tornare il 31 agosto alla Juventus, in prestito biennale con obbligo di riscatto fissato a 28 milioni di euro. Fa il suo terzo esordio in bianconero il successivo 11 settembre, nella sconfitta esterna contro il Napoli (2-1) valevole per la terza giornata di campionato, subentrando nel finale di gara a Morata; il 22 dello stesso mese torna al gol in maglia juventina, sempre in Serie A, sbloccando il punteggio nella vittoria sul campo dello Spezia (3-2). L'8 dicembre dello stesso anno realizza il suo primo gol in Champions League coi torinesi, nell'ultima gara casalinga della fase a gironi, decisiva nel successo sul Malmö FF (1-0).
Nel corso della stagione 2022-2023, la Juventus riscatta interamente il cartellino di Kean. L'annata è tuttavia tra le più difficili della storia bianconera, causa vicende extrasportive che ne minano l'ambiente e i risultati in campo; lo stesso Kean si segnala in negativo il 5 marzo 2023, nella sconfitta esterna 1-0 in campionato contro la Roma, in cui riceve un cartellino rosso diretto, per un fallo di reazione su Gianluca Mancini, a soli 40 secondi dal suo ingresso in campo: è la terza espulsione più rapida nella storia della Serie A, dopo quelle di Giulio Migliaccio nel 2015 e Giuseppe Lorenzo nel 1990.
Nella prima parte della stagione 2023-2024, pur a fronte di un avvio promettente, l'attaccante vede ridursi progressivamente il proprio minutaggio, sia per i postumi di un infortunio alla tibia sia per il mutare delle gerarchie nell'attacco bianconero, dove viene scavalcato prima da Arkadiusz Milik e poi dal promettente Kenan Yıldız. Conclude la stagione senza reti ufficiali, partecipando da comprimario alla vittoria della Coppa Italia, la seconda della carriera per l'attaccante.

#### Fiorentina
Il 9 luglio 2024, si trasferisce a titolo definitivo alla Fiorentina, per 13 milioni di euro più 5 milioni di bonus. Esordisce in maglia viola il successivo 17 agosto, all'avvio del campionato, nel pareggio per 1-1 sul terreno del Parma; cinque giorni dopo segna la sua prima rete per i toscani, nell'andata degli spareggi di UEFA Conference League contro il Puskás Akadémia, conclusa sul 3-3, in cui realizza il gol del momentaneo 3-2. Il 1º settembre, con il gol che avvia la rimonta nel pareggio casalingo 2-2 contro il Monza, interrompe un'astinenza in Serie A che perdurava da 17 mesi; quindi il 10 novembre dello stesso anno, sempre in campionato, segna una tripletta – la prima nella massima serie italiana – nel successo interno per 3-1 sul Verona. Emerso tra i protagonisti del campionato, termina la stagione con 25 reti totali in 44 presenze, di cui 19 in Serie A, che contribuiscono al sesto posto della Fiorentina e annessa qualificazione in Conference.

### Nazionale

#### Nazionali giovanili

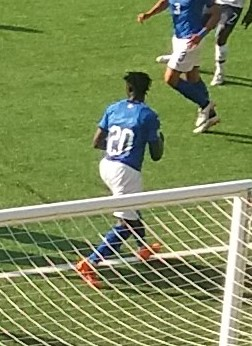
Kean in nazionale under 19 all'europeo di categoria 2018

In possesso del doppio passaporto ivoriano e italiano, Kean ha optato per quest'ultima nazionale, difendendo i colori italiani sin dalla rappresentativa giovanile under 15. Con l'under 17 ha partecipato alle edizioni 2016 e 2017 dell'europeo di categoria, realizzando un gol in entrambe le manifestazioni.
Nel settembre 2017 esordisce nell'under 19, rappresentativa con cui ha però un approccio problematico in avvio, dato che nello stesso mese viene allontanato dal ritiro azzurro, insieme con il collega Scamacca, per intemperanze disciplinari. Una volta richiamato in nazionale, nel luglio 2018 partecipa all'europeo di categoria in Finlandia, dove emerge tra i protagonisti del cammino italiano. Trova la sua prima rete nella manifestazione, e con l'U-19, nella terza e ultima sfida della fase a gironi contro la Norvegia (1-1), risultato che apre agli azzurrini le porte della semifinale; qui, contro la Francia segna il definitivo 2-0 che qualifica l'Italia alla finale. Nell'atto conclusivo contro il Portogallo, dopo essere subentrato all'intervallo con la sua nazionale sotto di due reti, segna una doppietta che porta la gara ai tempi supplementari, dove tuttavia i lusitani s'imporranno 4-3 relegando gli azzurrini al secondo posto.
Nel successivo settembre fa il suo debutto con l'under 20, siglando una doppietta nel 3-0 alla Polonia durante il Torneo 8 Nazioni.
L'11 ottobre 2018 debutta anche con l'under 21, giocando titolare nell'amichevole persa a Udine contro il Belgio (0-1); quattro giorni dopo segna il suo primo gol con gli azzurrini, realizzando un calcio di rigore nella vittoriosa amichevole di Vicenza contro la Tunisia under 23 (2-0). Nel frattempo entrato nel giro della nazionale maggiore, torna in under 21 nel 2019, convocato per l'europeo di categoria ospitato dall'Italia. Dopo essere sceso in campo nelle prime due partite della manifestazione, viene escluso dal commissario tecnico Luigi Di Biagio per motivi disciplinari, insieme al collega Zaniolo, dalla terza gara della fase a gironi, che sancisce l'eliminazione azzurra.
Nel giugno 2023, a tre anni e mezzo dalla sua ultima presenza con l'under 21, viene inizialmente inserito dal CT Paolo Nicolato nella lista dei preconvocati in preparazione all'europeo di categoria; nei giorni seguenti, tuttavia, lascia il ritiro e non prende parte alla manifestazione.

#### Nazionale maggiore

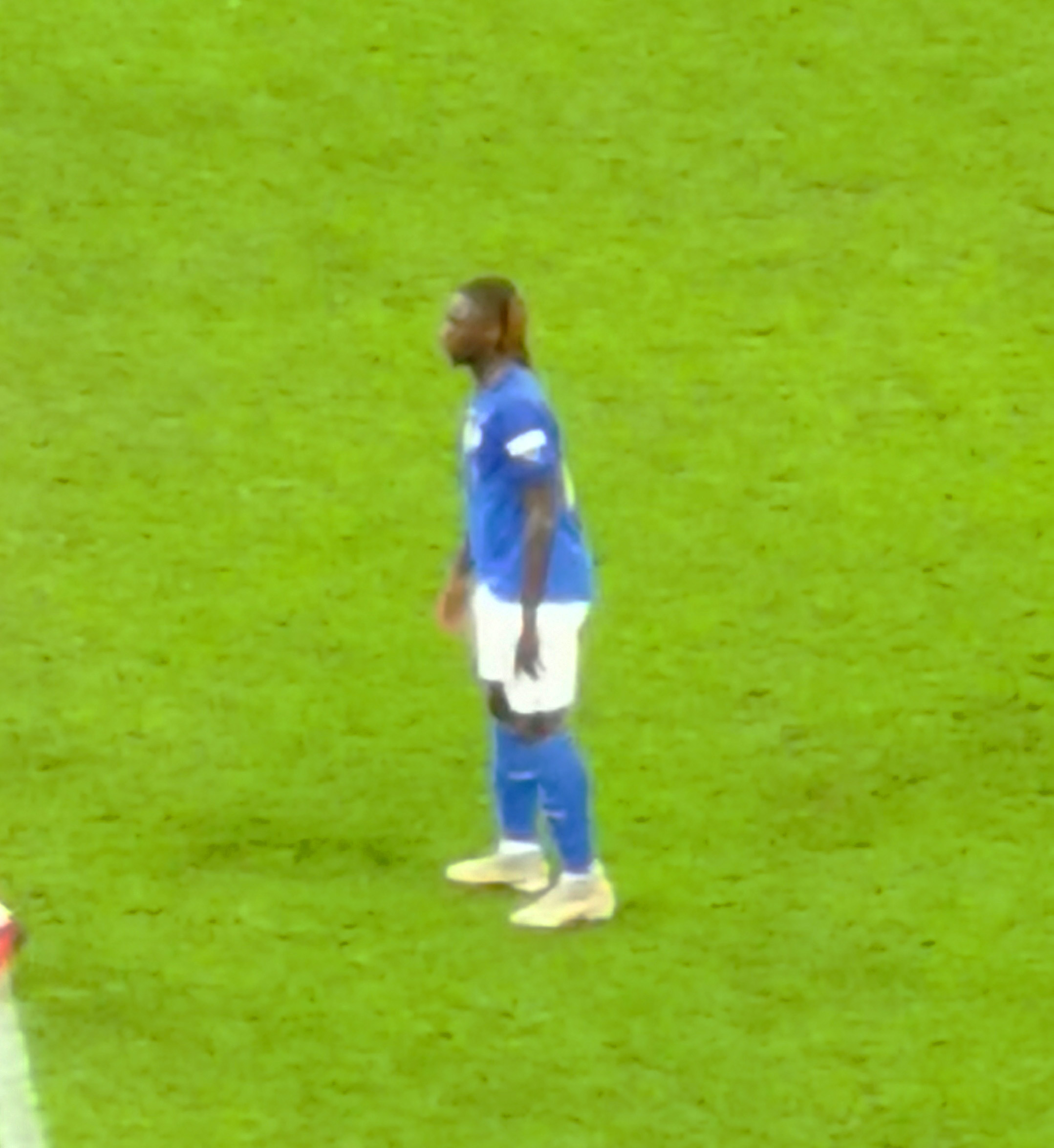
Kean in nazionale maggiore nel 2021, durante la semifinale della UEFA Nations League contro la

Convocato per la prima volta in nazionale maggiore dal commissario tecnico Roberto Mancini, debutta il 20 novembre 2018, a 18 anni e 9 mesi, subentrando a Berardi nell'amichevole vinta a Genk contro gli Stati Uniti (1-0), diventando il primo nato negli anni 2000 a vestire la maglia azzurra.
Il 23 marzo 2019, in occasione della vittoriosa partita di Udine contro la Finlandia (2-0), valevole per le qualificazioni al campionato d'Europa 2020, scende in campo per la prima volta da titolare, trovando anche il suo primo gol in azzurro, quello del definitivo raddoppio: all'età di 19 anni e 23 giorni diventa il secondo più giovane marcatore nella storia della nazionale dopo Bruno Nicolè.
Rimasto fuori – tra la sorpresa degli addetti ai lavori, nonostante la positiva annata parigina – dai convocati per la fase finale di Euro 2020, giocata nell'estate 2021 e terminata col successo degli azzurri, torna in nazionale il successivo 8 settembre per la vittoria di Reggio Emilia contro la Lituania (5-0), valevole per le qualificazioni al campionato del mondo 2022, in cui realizza la sua prima doppietta in maglia azzurra. Il mese seguente, viene inserito tra i 23 convocati per la fase finale della UEFA Nations League, in sostituzione dell'infortunato Ciro Immobile, contribuendo al terzo posto degli azzurri nell'edizione.
Nell'ottobre del 2023, a due anni dalla precedente convocazione, viene richiamato dal CT Luciano Spalletti in vista delle partite di qualificazione al campionato d'Europa 2024 contro Malta e Inghilterra. Il 23 marzo 2025 segna la sua seconda doppietta con la nazionale maggiore, nella gara di Dortmund contro la Germania, valevole per il ritorno dei quarti di finale della UEFA Nations League 2024-2025, in cui avvia la rimonta da 0-3 a 3-3.

## Statistiche

### Presenze e reti nei club
Statistiche aggiornate al 25 maggio 2025.
| Stagione        | Squadra             | Campionato      | Campionato | Campionato | Coppe nazionali | Coppe nazionali | Coppe nazionali | Coppe continentali | Coppe continentali | Coppe continentali | Altre coppe | Altre coppe | Altre coppe | Totale | Totale |
| Stagione        | Squadra             | Comp            | Pres       | Reti       | Comp            | Pres            | Reti            | Comp               | Pres               | Reti               | Comp        | Pres        | Reti        | Pres   | Reti   |
| --------------- | ------------------- | --------------- | ---------- | ---------- | --------------- | --------------- | --------------- | ------------------ | ------------------ | ------------------ | ----------- | ----------- | ----------- | ------ | ------ |
| 2016-2017       | Juventus            | A               | 3          | 1          | CI              | 0               | 0               | UCL                | 1                  | 0                  | SI          | -           | -           | 4      | 1      |
| 2017-2018       | Verona              | A               | 19         | 4          | CI              | 1               | 0               | -                  | -                  | -                  | -           | -           | -           | 20     | 4      |
| 2018-2019       | Juventus            | A               | 13         | 6          | CI              | 1               | 1               | UCL                | 3                  | 0                  | SI          | 0           | 0           | 17     | 7      |
| 2019-2020       | Everton             | PL              | 29         | 2          | FACup+CdL       | 1+3             | 0               |                    | -                  | -                  |             | -           | -           | 33     | 2      |
| set.-ott. 2020  | Everton             | PL              | 2          | 0          | FACup+CdL       | 0+2             | 2               |                    | -                  | -                  |             | -           | -           | 4      | 2      |
| ott. 2020-2021  | Paris Saint-Germain | L1              | 26         | 13         | CF              | 5               | 1               | UCL                | 9                  | 3                  | SF          | 1           | 0           | 41     | 17     |
| lug.-ago. 2021  | Everton             | PL              | 1          | 0          | FACup+CdL       | 0+1             | 0               |                    | -                  | -                  |             | -           | -           | 2      | 0      |
| Totale Everton  | Totale Everton      | Totale Everton  | 32         | 2          |                 | 7               | 2               |                    | -                  | -                  |             | -           | -           | 39     | 4      |
| ago. 2021-2022  | Juventus            | A               | 32         | 5          | CI              | 3               | 0               | UCL                | 6                  | 1                  | SI          | 1           | 0           | 42     | 6      |
| 2022-2023       | Juventus            | A               | 28         | 6          | CI              | 2               | 1               | UCL+UEL            | 5+5                | 1+0                | -           | -           | -           | 40     | 8      |
| 2023-2024       | Juventus            | A               | 19         | 0          | CI              | 1               | 0               | -                  | -                  | -                  | -           | -           | -           | 20     | 0      |
| Totale Juventus | Totale Juventus     | Totale Juventus | 95         | 18         |                 | 7               | 2               |                    | 20                 | 2                  |             | 1           | 0           | 123    | 22     |
| 2024-2025       | Fiorentina          | A               | 32         | 19         | CI              | 1               | 1               | UECL               | 11                 | 5                  | -           | -           | -           | 44     | 25     |
| Totale carriera | Totale carriera     | Totale carriera | 204        | 56         |                 | 21              | 6               |                    | 40                 | 10                 |             | 2           | 0           | 267    | 72     |

### Cronologia presenze e reti in nazionale
| Cronologia completa delle presenze e delle reti in nazionale ― Italia | Cronologia completa delle presenze e delle reti in nazionale ― Italia | Cronologia completa delle presenze e delle reti in nazionale ― Italia | Cronologia completa delle presenze e delle reti in nazionale ― Italia | Cronologia completa delle presenze e delle reti in nazionale ― Italia | Cronologia completa delle presenze e delle reti in nazionale ― Italia | Cronologia completa delle presenze e delle reti in nazionale ― Italia | Cronologia completa delle presenze e delle reti in nazionale ― Italia |
| Data                                                                  | Città                                                                 | In casa                                                               | Risultato                                                             | Ospiti                                                                | Competizione                                                          | Reti                                                                  | Note                                                                  |
| --------------------------------------------------------------------- | --------------------------------------------------------------------- | --------------------------------------------------------------------- | --------------------------------------------------------------------- | --------------------------------------------------------------------- | --------------------------------------------------------------------- | --------------------------------------------------------------------- | --------------------------------------------------------------------- |
| 20-11-2018                                                            | Genk                                                                  | Italia                                                                | 1 – 0                                                                 | Stati Uniti                                                           | Amichevole                                                            | -                                                                     | 62’                                                                   |
| 23-3-2019                                                             | Udine                                                                 | Italia                                                                | 2 – 0                                                                 | Finlandia                                                             | Qual. Euro 2020                                                       | 1                                                                     |                                                                       |
| 26-3-2019                                                             | Parma                                                                 | Italia                                                                | 6 – 0                                                                 | Liechtenstein                                                         | Qual. Euro 2020                                                       | 1                                                                     |                                                                       |
| 4-9-2020                                                              | Firenze                                                               | Italia                                                                | 1 – 1                                                                 | Bosnia ed Erzegovina                                                  | UEFA Nations League 2020-2021 - 1º turno                              | -                                                                     | 86’                                                                   |
| 7-9-2020                                                              | Amsterdam                                                             | Paesi Bassi                                                           | 0 – 1                                                                 | Italia                                                                | UEFA Nations League 2020-2021 - 1º turno                              | -                                                                     | 42’                                                                   |
| 7-10-2020                                                             | Firenze                                                               | Italia                                                                | 6 – 0                                                                 | Moldavia                                                              | Amichevole                                                            | -                                                                     | 75’                                                                   |
| 11-10-2020                                                            | Danzica                                                               | Polonia                                                               | 0 – 0                                                                 | Italia                                                                | UEFA Nations League 2020-2021 - 1º turno                              | -                                                                     | 70’                                                                   |
| 14-10-2020                                                            | Bergamo                                                               | Italia                                                                | 1 – 1                                                                 | Paesi Bassi                                                           | UEFA Nations League 2020-2021 - 1º turno                              | -                                                                     | 55’ 90+3’                                                             |
| 28-5-2021                                                             | Cagliari                                                              | Italia                                                                | 7 – 0                                                                 | San Marino                                                            | Amichevole                                                            | -                                                                     | 46’                                                                   |
| 8-9-2021                                                              | Reggio Emilia                                                         | Italia                                                                | 5 – 0                                                                 | Lituania                                                              | Qual. Mondiali 2022                                                   | 2                                                                     | 73’                                                                   |
| 6-10-2021                                                             | Milano                                                                | Italia                                                                | 1 – 2                                                                 | Spagna                                                                | UEFA Nations League 2020-2021 - Semifinale                            | -                                                                     | 58’                                                                   |
| 10-10-2021                                                            | Torino                                                                | Italia                                                                | 2 – 1                                                                 | Belgio                                                                | UEFA Nations League 2020-2021 - Finale 3º posto                       | -                                                                     | 66’                                                                   |
| 14-10-2023                                                            | Bari                                                                  | Italia                                                                | 4 – 0                                                                 | Malta                                                                 | Qual. Euro 2024                                                       | -                                                                     | 79’                                                                   |
| 17-10-2023                                                            | Londra                                                                | Inghilterra                                                           | 3 – 1                                                                 | Italia                                                                | Qual. Euro 2024                                                       | -                                                                     | 63’                                                                   |
| 20-11-2023                                                            | Leverkusen                                                            | Ucraina                                                               | 0 – 0                                                                 | Italia                                                                | Qual. Euro 2024                                                       | -                                                                     | 80’                                                                   |
| 6-9-2024                                                              | Parigi                                                                | Francia                                                               | 1 – 3                                                                 | Italia                                                                | UEFA Nations League 2024-2025 - 1º turno                              | -                                                                     | 81’                                                                   |
| 9-9-2024                                                              | Budapest                                                              | Israele                                                               | 1 – 2                                                                 | Italia                                                                | UEFA Nations League 2024-2025 - 1º turno                              | 1                                                                     | 86’                                                                   |
| 14-11-2024                                                            | Bruxelles                                                             | Belgio                                                                | 0 – 1                                                                 | Italia                                                                | UEFA Nations League 2024-2025 - 1º turno                              | -                                                                     | 68’ 90+1’                                                             |
| 17-11-2024                                                            | Milano                                                                | Italia                                                                | 1 – 3                                                                 | Francia                                                               | UEFA Nations League 2024-2025 - 1º turno                              | -                                                                     | 66’                                                                   |
| 20-3-2025                                                             | Milano                                                                | Italia                                                                | 1 – 2                                                                 | Germania                                                              | UEFA Nations League 2024-2025 - Quarti di finale                      | -                                                                     | 83’                                                                   |
| 23-3-2025                                                             | Dortmund                                                              | Germania                                                              | 3 – 3                                                                 | Italia                                                                | UEFA Nations League 2024-2025 - Quarti di finale                      | 2                                                                     | 85’                                                                   |
| Totale                                                                |                                                                       | Presenze                                                              | 21                                                                    |                                                                       | Reti                                                                  | 7                                                                     |                                                                       |

| Cronologia completa delle presenze e delle reti in nazionale ― Italia under 21 | Cronologia completa delle presenze e delle reti in nazionale ― Italia under 21 | Cronologia completa delle presenze e delle reti in nazionale ― Italia under 21 | Cronologia completa delle presenze e delle reti in nazionale ― Italia under 21 | Cronologia completa delle presenze e delle reti in nazionale ― Italia under 21 | Cronologia completa delle presenze e delle reti in nazionale ― Italia under 21 | Cronologia completa delle presenze e delle reti in nazionale ― Italia under 21 | Cronologia completa delle presenze e delle reti in nazionale ― Italia under 21 |
| Data                                                                           | Città                                                                          | In casa                                                                        | Risultato                                                                      | Ospiti                                                                         | Competizione                                                                   | Reti                                                                           | Note                                                                           |
| ------------------------------------------------------------------------------ | ------------------------------------------------------------------------------ | ------------------------------------------------------------------------------ | ------------------------------------------------------------------------------ | ------------------------------------------------------------------------------ | ------------------------------------------------------------------------------ | ------------------------------------------------------------------------------ | ------------------------------------------------------------------------------ |
| 11-10-2018                                                                     | Udine                                                                          | Italia under 21                                                                | 0 – 1                                                                          | Belgio under 21                                                                | Amichevole                                                                     | -                                                                              | 59’                                                                            |
| 15-10-2018                                                                     | Vicenza                                                                        | Italia under 21                                                                | 2 – 0                                                                          | Tunisia under 23                                                               | Amichevole                                                                     | 1                                                                              | 60’                                                                            |
| 15-11-2018                                                                     | Ferrara                                                                        | Italia under 21                                                                | 1 – 2                                                                          | Inghilterra under 21                                                           | Amichevole                                                                     | 1                                                                              | 80’                                                                            |
| 16-6-2019                                                                      | Bologna                                                                        | Italia under 21                                                                | 3 – 1                                                                          | Spagna under 21                                                                | Europeo Under-21 2019 - 1º turno                                               | -                                                                              | 60’                                                                            |
| 19-6-2019                                                                      | Bologna                                                                        | Italia under 21                                                                | 0 – 1                                                                          | Polonia under 21                                                               | Europeo Under-21 2019 - 1º turno                                               | -                                                                              | 46’                                                                            |
| 6-9-2019                                                                       | Catania                                                                        | Italia under 21                                                                | 4 – 0                                                                          | Moldavia under 21                                                              | Amichevole                                                                     | -                                                                              | 46’                                                                            |
| 10-9-2019                                                                      | Castel di Sangro                                                               | Italia under 21                                                                | 5 – 0                                                                          | Lussemburgo under 21                                                           | Qual. Europeo Under-21 2021                                                    | 1                                                                              | 32’ 46’                                                                        |
| 10-10-2019                                                                     | Dublino                                                                        | Irlanda under 21                                                               | 0 – 0                                                                          | Italia under 21                                                                | Qual. Europeo Under-21 2021                                                    | -                                                                              | 46’ 64’                                                                        |
| 19-11-2019                                                                     | Catania                                                                        | Italia under 21                                                                | 6 – 0                                                                          | Armenia under 21                                                               | Qual. Europeo Under-21 2021                                                    | 2                                                                              |                                                                                |
| Totale                                                                         |                                                                                | Presenze                                                                       | 9                                                                              |                                                                                | Reti                                                                           | 5                                                                              |                                                                                |

## Palmarès

### Club

#### Competizioni giovanili
- Torneo Città di Arco: 1

Juventus: 2015

#### Competizioni nazionali
- Campionato italiano: 2

Juventus: 2016-2017, 2018-2019
- Coppa Italia: 2

Juventus: 2016-2017, 2023-2024
- Supercoppa italiana: 1

Juventus: 2018
- Supercoppa francese: 1

Paris Saint-Germain: 2020
- Coppa di Francia: 1

Paris Saint-Germain: 2020-2021